# NGC 6299
NGC 6299 este o galaxie situată în constelația Dragonul. A fost descoperită în 27 octombrie 1861 de către Heinrich Louis d'Arrest.